# جوایز انجمن صدای سینما
جوایز انجمن صدای سینما یک مراسم سالانه جوایز است که توسط انجمن صوت سینما اهدا می‌شود و به دستاوردهای برجسته در میکس صدا اهدا می‌شود. این جوایز از سال ۱۹۹۴ توسط انجمن صوت سینما اهدا می‌شود.
این رقابت برای فیلم‌های بلند و برنامه‌های تلویزیونی آزاد است که در طول سال تقویمی منتشر یا پخش می‌شوند. برندگان در مراسمی پاکت مهر و موم شده در مراسم ضیافت جوایز انجمن صوتی سینما در بهار مشخص می‌شوند. برندگان به طور کامل با رای‌گیری کتبی اعضای فعال انجمن صدای سینما انتخاب می‌شوند. 
این جوایز همچنین شامل جایزه فیلمساز، افتخاری دستاورد شغلی، جایزه تقدیر از دانشجو و جایزه دستاورد فنی است.

## دسته‌بندی‌ها

### فیلم
- دستاورد برجسته در میکس صدا برای یک فیلم سینمایی - لایو اکشن
- دستاورد برجسته در میکس صدا برای یک  فیلم سینمایی - پویانمایی
- دستاورد برجسته در میکس صدا برای یک فیلم سینمایی - مستند

### تلویزیون
- دستاورد برجسته در میکس صدا برای سریال‌های تلویزیونی - یک ساعته
- دستاورد برجسته در میکس صدا برای سریال‌های تلویزیونی - نیم ساعته
- دستاورد برجسته در میکس صدا برای فیلم‌های تلویزیونی یا سریال‌های محدود
- دستاورد برجسته در میکس صدا برای تلویزیون غیرداستانی، واریته یا موسیقی - سریال یا ویژه